# Viktor Serebrjanikov
Viktor Petrovič Serebrjanikov (in russo Виктор Петрович Серебряников?, in ucraino Віктор Петрович Серебряников?, Viktor Petrovyč Serebrjanykov; Zaporižžja, 29 marzo 1940 – Kiev, 12 novembre 2014) è stato un allenatore di calcio e calciatore sovietico dal 1991 ucraino, di ruolo centrocampista.

## Carriera

### Club
Durante la sua carriera ha giocato con Metalurh Zaporižžja (39 presenze e 10 reti) e Dinamo Kiev (299 presenze e 70 reti).

### Nazionale
Conta 21 presenze e 3 reti con la Nazionale sovietica.

## Palmarès

### Giocatore

#### Club
- Campionato sovietico: 5

Dinamo Kiev: 1961, 1966, 1967, 1968, 1971
- Coppa dell'URSS: 2

Dinamo Kiev: 1964, 1965-1966

#### Individuale
- Calciatore ucraino dell'anno: 1

1969